# Dasymetopa lutulenta
Dasymetopa lutulenta är en tvåvingeart som beskrevs av Friedrich Hermann Loew 1868. Dasymetopa lutulenta ingår i släktet Dasymetopa och familjen fläckflugor. Inga underarter finns listade i Catalogue of Life.